# دونالد سام راسيل
دونالد سام راسيل (بالإنجليزية: Donald S. Russell) (و. 1906 – 1998 م) هو سياسي، ومحام، وقاض من الولايات المتحدة الأمريكية ولد في مقاطعة لافاييت.
تولى منصب عضو مجلس الشيوخ الأمريكي .وهو عضو في الحزب الديمقراطي الأمريكي .

## التعليم
تعلم في جامعة ميشيغان، وجامعة كارولاينا الجنوبية مدرسة الطب.